# Róbert Vittek
Róbert Vittek (født 1. april 1982 i Bratislava, Tjekkoslovakiet) er en slovakisk tidligere fodboldspiller (angriber).
Vittek spillede over en 15-årig periode hele 82 kampe for Slovakiets landshold, hvori han scorede 23 mål. Det gør ham til den mest scorende spiller i holdets historie. Han debuterede for holdet 29. maj 2001 i en venskabskamp mod Tyskland, og spillede sin sidste landskamp 29. marts 2016 i et opgør mod Irland. Han repræsenterede sit land ved VM 2010 i Sydafrika, og scorede hele fire mål i turneringen, heriblandt to i landets overraskende 3-2 sejr over Italien i den afgørende gruppekamp.
På klubplan spillede Vittek en stor del af sin karriere i hjemlandet hos Slovan Bratislava, som han repræsenterede af flere omgange. Han havde også ophold i udlandet hos blandt andet tyske Nürnberg og franske Lille.

## Titler
Slovakiets Superliga
- 2014 og 2019 med Slovan Bratislava

DFB-Pokal
- 2007 med FC Nürnberg